# Zoe Sugg
Zoe Elizabeth Sugg (* 28. März 1990 in Lacock, Wiltshire, England) ist eine britische Mode- und Beauty-Vloggerin, Webvideoproduzentin, Bloggerin und Autorin. Sie ist bei ihren Fans auf YouTube als Zoella bekannt. Ihr Debütroman Girl Online kam November 2014 heraus und brach den Rekord für die höchsten Verkaufszahlen eines erstmaligen Romanautors am ersten Wochenende, seitdem Nielsen BookScan 1998 begonnen hat, derartiges aufzuzeichnen.

## Privatleben
Zoe Sugg ist die ältere Schwester von Joe Sugg, welcher ebenso eine Internet-Persönlichkeit und Vlogger ist. Auf YouTube ist er als ThatcherJoe bekannt. Sie wuchs in Lacock, Wiltshire, auf, wo sie die weiterführende The Corsham School besuchte, und lebt zurzeit in Brighton.
Zoe Sugg ist seit 2012 in einer Beziehung mit ihrem YouTuber-Kollegen Alfie Deyes, der den Kanal PointlessBlog betreibt.

## Karriere
Zoe Sugg arbeitete als Auszubildende in einer Raumausstatter-Firma, als sie ihren Blog Zoella im Februar 2009 gründete. Bis zum Ende des Jahres hatte dieser bereits tausend Follower und im September 2015 insgesamt über 550 Millionen Besuche. Der Fashion-, Beauty- und Lifestyle-Blog weitete sich 2009 in einen YouTube-Kanal aus, als Sugg für die britische Modekette New Look arbeitete.
2013 wurde Sugg zu einem Botschafter für das britische Freiwilligen-Sozialprogramm NCS ernannt, um für die neu gestartete Jugendhilfe zu werben. Das darauffolgende Jahr wurde sie „Digital Ambassador“ für Mind, einer Wohltätigkeitsorganisation für psychische Gesundheit.

### YouTube
Auf Suggs Hauptkanal Zoella, der zuerst „zoella280390“ nach ihrem Geburtsdatum hieß, findet man zum großen Teil Beauty-Hauls, Fashion-Videos und sogenannte „Favourites“-Videos, in denen sie ihre Lieblingsprodukte des vergangenen Monats zeigt. Ihr Zweitkanal MoreZoella beinhaltet hauptsächlich Vlogs, in denen sie ihren Zuschauern zeigt, was sie den Tag über macht. Sie ist ein Mitglied im Multi-Channel-Network Style Haul und wird von Dominic Smales von Gleam Futures vertreten. Zoe Sugg erschien neben einigen anderen YouTubern auch auf dem Kanal DailyMix, der von Gleam gemanagt wird. Sugg hat auf ihrem Kanal Zoella viele Kooperationen mit anderen YouTubern hochgeladen, unter anderem mit Louise Pentland, Tanya Burr, Alfie Deyes, Tyler Oakley, Troye Sivan und Grace Helbig.
Zoe Sugg ist sehr aktiv in den sozialen Medien. Die britische Zeitung The Telegraph erwähnte sie 2013 als eine von „Großbritanniens einflussreichsten Tweetern“. Im Dezember 2015 hat Suggs Hauptkanal 9,8 Millionen Abonnenten und über 606 Millionen Video-Klicks. Damit ist er der am 50. meist abonnierte Kanal auf YouTube; ihr Zweitkanal MoreZoella hat über 3,4 Millionen Abonnenten und über 290 Millionen Video-Klicks. Sie hat ebenso über 3 Millionen Follower auf Twitter und über 11 Millionen auf Instagram.
Im Dezember 2014 wurde Sugg dafür kritisiert, dass sie sich während des Autofahrens gefilmt hat. Ein Mitglied der Metropolitan Police sagte: „Sie hätte jemanden töten können. Wie kann jemand, der so lange die Augen von der Straße wendet, volle Kontrolle über das Fahrzeug haben?“ Suggs Sprecher erklärte: „Im Moment des Filmens befand sie sich in ruhendem Verkehr.“
Am 30. Januar 2016 erreichte Sugg als erste britische YouTuberin 10 Millionen Abonnenten.

### Musik
Zoe Sugg kam in der Single „Do They Know It's Christmas?“ aus dem Jahr 2014 als Mitglied der Band Aid 30 „charity supergroup“ vor, um Geld für die Ebola-Epidemie in Westafrika zu sammeln.

### Zoella Beauty
Sugg brachte im September 2014 eine Kosmetik-Produktreihe unter dem Markennamen Zoella Beauty auf den Markt. Der Verkaufsstart der „Bade- und Beautyserie“ war laut der britischen Zeitung Metro die „größte Beauty-Produkteinführung des Jahres“.

### Bücher

#### Girl Online
Im Jahr 2014 erschien der erste Roman von Zoe Sugg „Girl Online“ beim Verlag Penguin Books. Damit brach Sugg den Rekord bei Buchverkäufen unter den Debütromanen, da mehr als 78.109 Exemplare in den ersten sieben Tagen verkauft wurden. Insgesamt wurden innerhalb des ersten Jahres beinahe 350.000 Exemplare abgesetzt. Nach der Veröffentlichung des Buches kamen Zweifel auf, dass das Buch von Zoe Sugg geschrieben wurde. Der Verleger Penguin Books räumte ein, dass Zoe Sugg mit Siobhan Curham eine Ghostwriterin zur Seite stand. Ausgangspunkt der Spekulationen war eine Formulierung Suggs auf der Dankes- und Grußseite ihres Debütromans, mit der sie jedermann bei Penguin – insbesondere Amy Alward und Siobhan Curham, „die bei jedem Schritt für sie da waren“ – bei der Umsetzung ihres ersten Buches dankte (englisch „I want to thank everyone at Penguin for helping me put together my first novel, especially Amy Alward and Siobhan Curham, who were with me every step of the way.“). Während Alward als Lektorin eine vergleichsweise klare Aufgabe hat, war die Rolle von Curham zunächst unklar. In einem Blogpost im Sommer 2014, der später gelöscht wurde, skizzierte Curham die Anforderungen für eine Ghostwriting-Aufgabe (ein Roman mit ca. 80.000 Wörtern innerhalb von sechs Wochen), die nach Medienangaben ungefähr mit der Ankündigung des Buches korreliert. Aufgrund der Reaktionen Online und in den Medien zog sich Sugg nach Bekanntwerden der Zusammenarbeit mit Curham für einige Tage aus dem Internet zurück.

#### Girl Online: On Tour
Im Oktober 2015 erschien ihr zweiter Roman „Girl Online: On Tour“. Auf Basis der negativen Erfahrungen bei ihrem ersten Werk schrieb sie den Nachfolger ohne die Hilfe eines Ghostwriters. Die Veröffentlichung wurde von einer ausverkauften Lesetour begleitet.

#### Girl Online: Going Solo
Im November 2016 erschien ihr dritter Roman „Girl Online: Going Solo“.

### Fernsehauftritte
Im Juni 2014 war Sugg Gast in der britischen Talkshow Loose Women. Sie erschien einen Monat später ebenso in der Morgen-Show This Morning with Philipp and Holly, um über ihre Panikattacken zu reden. Sugg nahm am 18. Februar 2015 in der zweiten Comic-Relief-Ausgabe der britischen Kochshow The Great British Bake Off teil.

## Auszeichnungen
Sugg gewann im Jahr 2011 den Cosmopolitan Blog Award in der Kategorie „Best Established Beauty Blog“ und in den darauffolgenden Jahren den Award für „Best Beauty Vlogger“. 2013 und 2014 wurde sie bei den BBC Radio 1 Teen Awards als „Best British Vlogger“ ausgezeichnet. Außerdem erhielt sie 2014 den Nickelodeon Kids’ Choice Award für „UK Favourite Vlogger“, und den Teen Choice Award für „Choice Web Star: Fashion/Beauty“.
Zoe Sugg wurde im September 2014 von The Daily Telegraph als eine der „40 besten Beauty-Bloggern“ genannt und im November von der Britischen Vogue als „Queen of the Haul“ bezeichnet. Ihr Kanal war 2014 der viert beliebteste YouTube-Kanal im Vereinigten Königreich. Im Jahr 2014 gehörte Zoella zu den Künstlern, die gemeinsam mit Bob Geldof anlässlich des 30. Jubiläums eine Neuauflage von Band Aid umsetzten und eine Single auf den Markt brachten.
2015 wurde sie in Debrett's 500, in denen die einflussreichsten Menschen in Großbritannien aufgeführt werden, in der Kategorie New Media genannt. Ebenfalls wurde sie 2015 vom Magazin Grazia als „Most Inspirational Women of the Decade“ im Bereich Technik und vom For Him Magazine als die 34. sexieste Frau der Welt bezeichnet. Im Spätsommer 2015 konnte Zoe Suggs gemeinsam mit ihrem Partner Alfie Deyes (alias Pointless Blog) Wachsfiguren beim Madame Tussauds enthüllen.

## Kritik
Bis auf die negativen Reaktionen im Rahmen der „Ghostwriting-Affäre“ rund um ihren Debütroman hatte Zoe Suggs vergleichsweise wenig negative Reaktionen, die ihrer Karriere als YouTube-Vlogger schaden könnten. Das änderte sich Ende 2017, als sie einen mit 50 GBP bepreisten Adventskalender auf den Markt brachte, der aufgrund der inhaltlichen Qualität erst wenig Gnade bei Eltern fand und dann von der Drogeriemarktkette Boots um 50 % im Preis gesenkt wurde, um den Absatz nicht völlig einbrechen zu lassen. Zudem wurden im Kontext dieses Vorgangs einige ihrer alten Twitterbeiträge aus den Jahren 2010 bis 2012 ausgegraben, in den sie sich auf eine Art u. a. über homosexuelle Männer und korpulente Frauen äußert, die von Kommentatoren als „beleidigend“ aufgefasst wird.